# 屯門公眾騎術學校
屯門公眾騎術學校（英語：Tuen Mun Public Riding School）是香港公眾騎術學校，位於新界屯門蝴蝶灣龍門路近湖翠路交界，是由香港賽馬會耗資五千萬港元興建及管理。
屯門公眾騎術學校前身為白角臨時房屋區，拆卸後改建為騎術學校，於1994年1月4日落成啟用。曾有多匹「馬王」退役後在此居住，包括原居民。
屯門公眾騎術學校佔地3.48公頃，設施包括三個總面積8,150平方米、裝有泛光燈的全天候沙地練習場，以及一個可容納78匹馬的馬房，還有一條長950米、依山而建的馬徑。

## 鄰近設施
- 屯門高爾夫球中心
- 屯門康樂體育中心
- 蝴蝶灣公園
- 青山紅樓